# Tabaksbeutelnaht

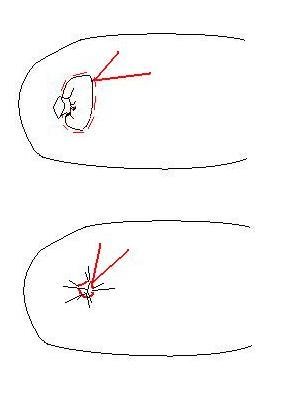
Tabaksbeutelnaht

Die Tabaksbeutelnaht (auch Tb-Naht oder Raffnaht) ist eine chirurgische Nahttechnik, bei der eine Fadenschlaufe um eine künstliche oder natürliche Öffnung gelegt wird.
Sie wird zum Beispiel bei einer Appendektomie verwendet, um den Stumpf des Wurmfortsatzes nach dem Absetzen des entzündeten Organs im Blinddarm zu versenken. Diese Naht wird dann meist noch durch eine darüber angelegte Z-Naht gesichert. Auch bei Vorfällen (Prolaps) innerer Organe wird häufig vorübergehend eine Tabaksbeutelnaht gesetzt.